# Stazione di Torino Porta Milano
La stazione di Torino Porta Milano (anche nota come stazione di Torino Ponte Mosca, o stazione Cirié-Lanzo) era la stazione di testa per passeggeri della Ferrovia Torino-Ceres e, per la sua posizione centrale, è stata il punto di riferimento di tutti i pendolari ed i viaggiatori che utilizzavano la Torino-Ceres, molto apprezzata soprattutto per la sua posizione centrale e comoda ai trasporti a Torino.

## Storia
Dismessa dal settembre 1987 al pubblico e definitivamente dal 2006, tagliando le rotaie che la collegavano alla stazione Dora GTT, la stazione Ponte Mosca è situata nel quartiere Aurora, fra la Dora Riparia a nord e piazza della Repubblica a sud, e con l'ingresso in corso Giulio Cesare.

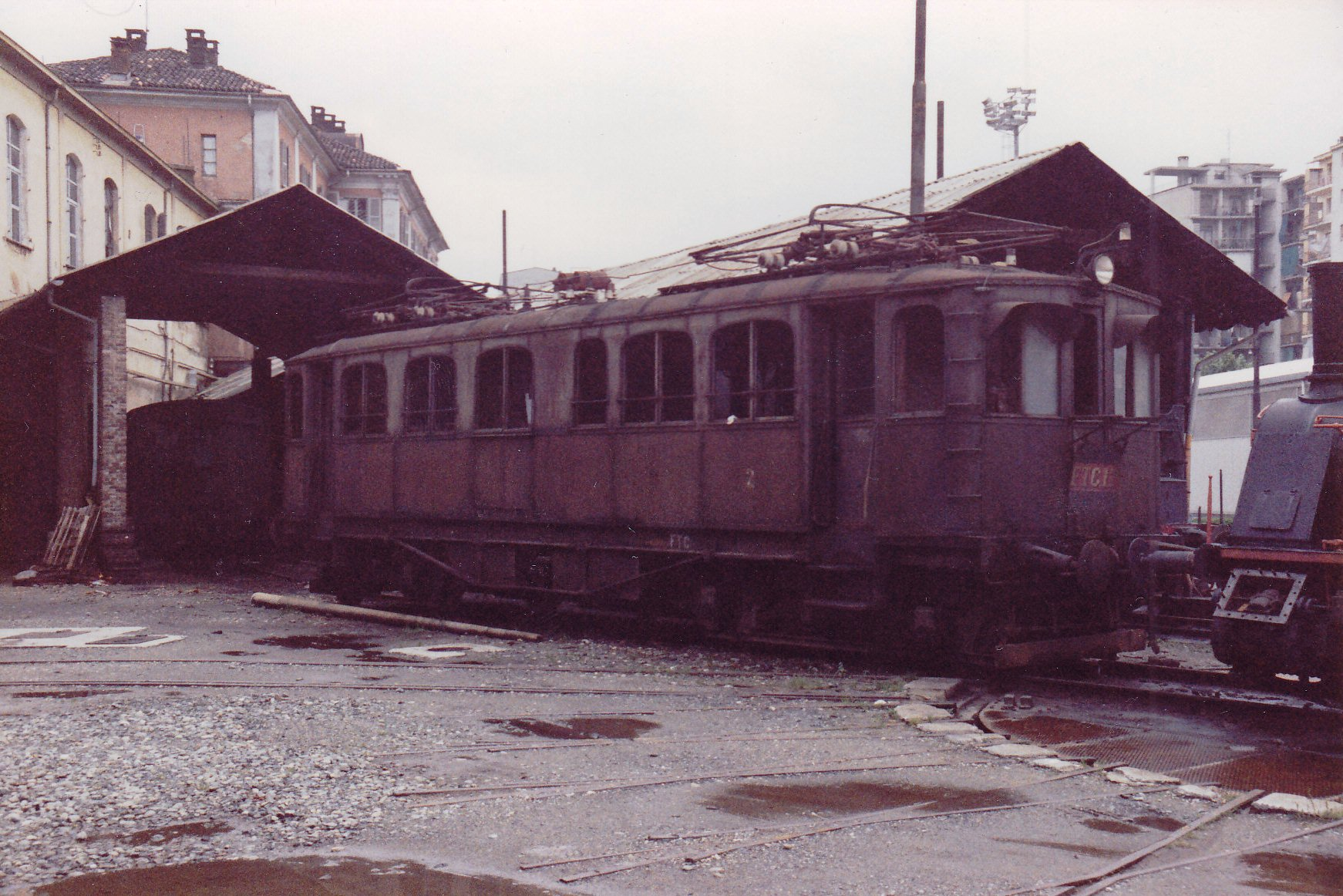
L'elettromotrice FTC 17 accantonata in stazione nel 1988

Realizzata nel 1866 su progetto dell'ing. Gaetano Capuccio, con ingresso di rappresentanza dell'architetto Giuseppe Bollati, la stazione di Porta Milano aprì i battenti il 18 aprile 1868, servendo in un primo momento da stazione terminale nella tratta Torino-Venaria Reale.
Nell'arco di circa un decennio la linea venne allungata fino a Lanzo Torinese (1876) e infine, nel 1916, venne ultimato il prolungamento sino a Ceres. Nel 1914 si avviarono i progetti per l'elettrificazione della linea a seguito dell'importante flusso di passeggeri e merci, legato alle imprese tessili raccordate alla ferrovia.
Nell'ultimo trentennio del Novecento ha avuto inizio il lento declino della storica stazione, che negli anni ottanta è coinciso con la chiusura del primo tratto di linea. Il capolinea della ferrovia Torino-Ceres è stato prima arretrato alla Stazione di Torino Dora (GTT), mentre la linea in ambito urbano è stata ampiamente rimodernata ed interrata. Da gennaio 2024 la linea Torino - Ceres è stata inserita pienamente nel sistema Passante Ferroviario, con la dismissione della Stazione di Torino Dora e il collegamento a tutte le altre linee metropolitane ferroviarie.  La ferrovia ferma anche all'Aeroporto Sandro Pertini di Torino.
Il 15 ottobre 2000 la stazione ed i mezzi in essa ricoverati sono stati gravemente danneggiati dall'alluvione provocata dalla Dora Riparia che colpì pesantemente la zona di Borgo Dora. Occorsero parecchi mesi per ripristinare l'area; tuttavia per qualche anno, fino alla chiusura definitiva avvenuta poco dopo il 2005, ancora veniva fatta la manutenzione intermedia alle elettromotrici della linea; inoltre Porta Milano era sede del deposito e vi venivano ricoverati i mezzi attivi. Qualunque mezzo rotabile presente in stazione non può circolare su altra rete ferroviaria, se non per un breve tratto di poche centinaia di metri lungo la via Saint Bon; i binari, a causa dei lavori del Passante ferroviario di Torino, che hanno creato livelli diversi del piano del ferro, sono stati troncati e non ci sono ancora notizie certe su un possibile riallacciamento a lavori ultimati.
L'edificio attualmente ospita la sede distaccata del Museo Ferroviario Piemontese, visitabile solo su richiesta o in occasioni particolari, e l'officina manutenzione carrelli dei rotabili ferroviari del GTT.
Rimane a testimonianza del periodo in cui il trasporto ferroviario era ancora nella fase pionieristica, in attesa di una decisione sulla eventuale destinazione finale.

### Controversie sulla denominazione
Trattandosi di una piccola stazione a servizio di una sola linea minore, nell'uso comune la stazione di Torino Porta Milano veniva generalmente chiamata in base alla sua collocazione ("stazione di corso Giulio Cesare", "stazione di Borgo Dora") o alla linea che serviva ("stazione di Ciriè-Lanzo", "stazione della Torino-Ceres"). Per esempio, su una mappa tedesca del 1874 essa è indicata come "Stat. Borgo Dora", mentre sulla mappa Paravia del 1927 è indicata come "stazione linea Torino-Lanzo-Ceres". Su altre mappe ufficiali della città di fine Ottocento e inizio Novecento, la stazione non ha nemmeno un nome.
Invece, negli orari ferroviari ufficiali, per tutta la seconda metà del Novecento e fino alla sua chiusura la stazione viene indicata come "Torino Ponte Mosca".
Ciò nonostante, secondo alcuni il nome ufficiale originale sarebbe quello di "Torino Porta Milano".
Se è chiara la denominazione informale di Cirié-Lanzo, l'ambiguità tra Ponte Mosca e Porta Milano può essere stata alimentata da un'equivoca lettura della sigla Torino P.M., riportata un tempo sui manifesti-orario affissi nelle bacheche della stazione: P.M. (per esteso Porta Milano) veniva infatti interpretato comunemente come Ponte Mosca, sia per la vicinanza dell'omonimo ponte sulla Dora, sia perché l'attuale corso Giulio Cesare, su cui affaccia la stazione, si chiamava precedentemente corso Ponte Mosca.
La dicitura Porta Milano, tuttavia, attestata in un disegno intitolato "Torino Porto di Mare" dello stesso ing. Capuccio, il progettista della stazione, che riguarda però tutt'altro argomento, cioè il progetto di una rete di canali navigabili colleganti la Dora Riparia e la Stura di Lanzo con il Po, si ricollegherebbe con un vecchio nome di Porta Palazzo, la storica borgata che sorge in prossimità dell'impianto ferroviario e che nell'Ottocento era conosciuta con il nome di Porta Milano:
(Antonino Bertolotti, Gite nel Canavese ovvero Guida corografico-storica alle tre ferrovie da Chivasso ad Ivrea, da Settimo Torinese a Rivarolo e da Torino a Cirié, Ivrea, Tipografia F. L. Curbis, 1872, ristampa anastatica a cura della Bottega d'Erasmo, Torino, 1974, p. 229)
Per comprendere meglio quest'antica denominazione, va ricordato che in quell'epoca l'odonomastica locale di Porta Palazzo e del suo relativo rione era diversa rispetto a quella dei giorni nostri. Corso Giulio Cesare, nel tratto compreso fra Porta Palazzo e il ponte Mosca, era ancora noto come via Milano quando la stazione venne inaugurata, mentre il lato sud dell'odierna piazza della Repubblica era conosciuto come piazza Milano in quegli stessi anni. L'intitolazione alla città di Milano risale al 1857 e fu un omaggio che il Comune di Torino volle fare ai milanesi, che in quello stesso anno avevano fatto dono alla città del monumento all'alfiere dell'Esercito Sardo, esposto in piazza Castello.
(Giuseppe Torricella, Torino e le sue vie, Torino, editore G. Borgarelli, 1868, pag. 148)
Da questi dati si evince il motivo del nome Porta Milano che, assecondando l'odonomastica locale, andò ad affiancarsi al più tradizionale Porta Palazzo, in uso già da diversi secoli. La porta a cui si fa riferimento è una vecchia porta cittadina posta lungo il perimetro settentrionale della mura difensive, all'incrocio fra via Milano e il lato sud di piazza della Repubblica. Non si tratta della Porta Palatina, da cui il varco di via Milano prese impropriamente il nome, bensì di una porta di più recente costruzione nota con diversi appellativi nel corso dei secoli: fra i vari nomi, si ricordano Porta di San Michele (dalla contrada di San Michele, uno dei tanti nomi antichi di via Milano), Porta Vittoria (piazza Vittoria è il nome originario dell'ottocentesca piazza Milano), Porta d'Italia (dalla contrada d'Italia e relativa piazza d'Italia), Porta Milano e il già citato Porta Palazzo. Per la precisione, però, va detto che i nomi ottocenteschi Porta d'Italia e Porta Milano non alludono alla porta in senso stretto, in quanto questa risulta già abbattuta a inizio secolo (in età napoleonica), ma piuttosto fanno riferimento all'area in cui essa sorgeva, rievocandone il ricordo e riadattandone il nome secondo le successive alterazioni odonomastiche della zona.

## Struttura architettonica

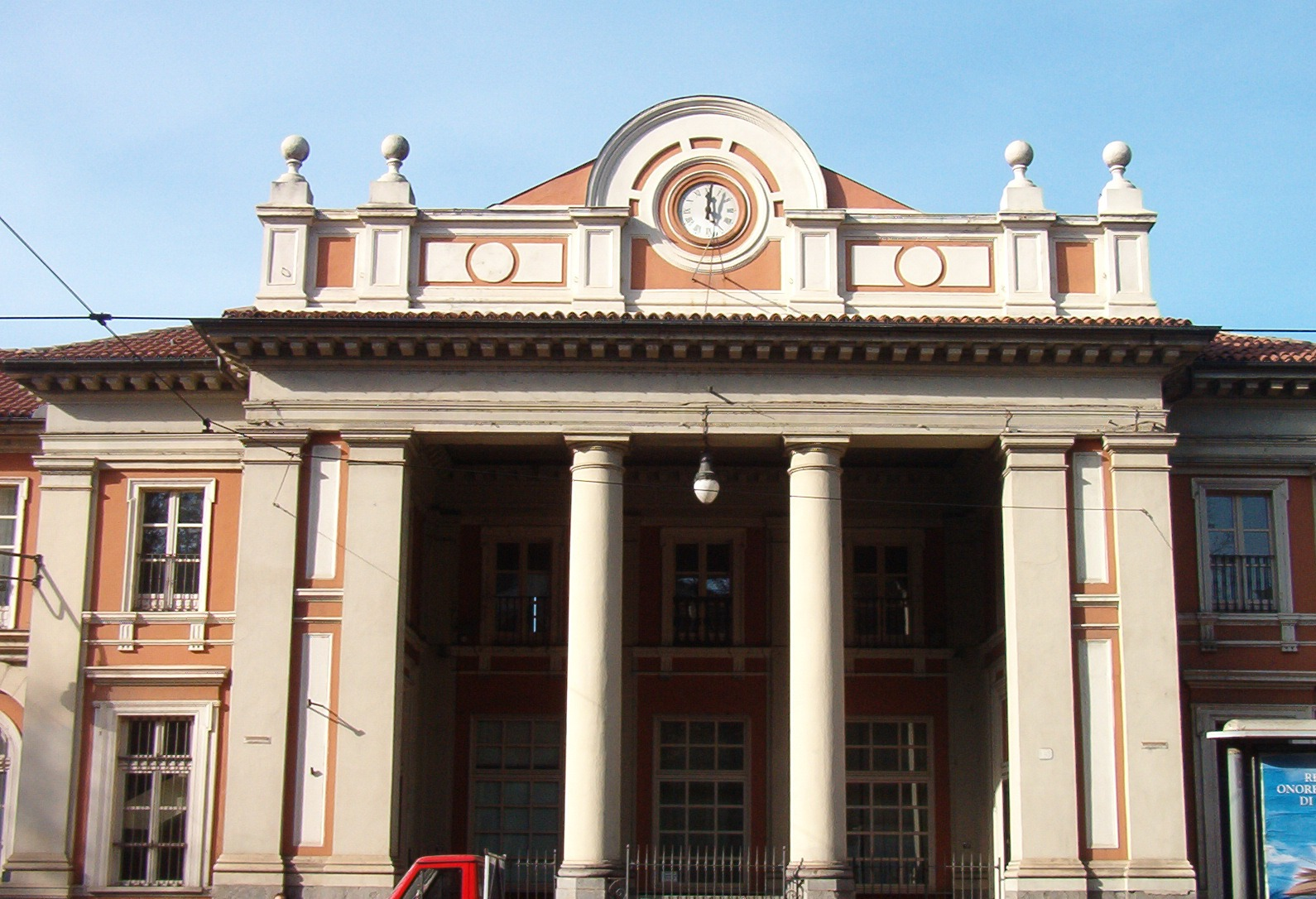
Ingresso della stazione in corso Giulio Cesare

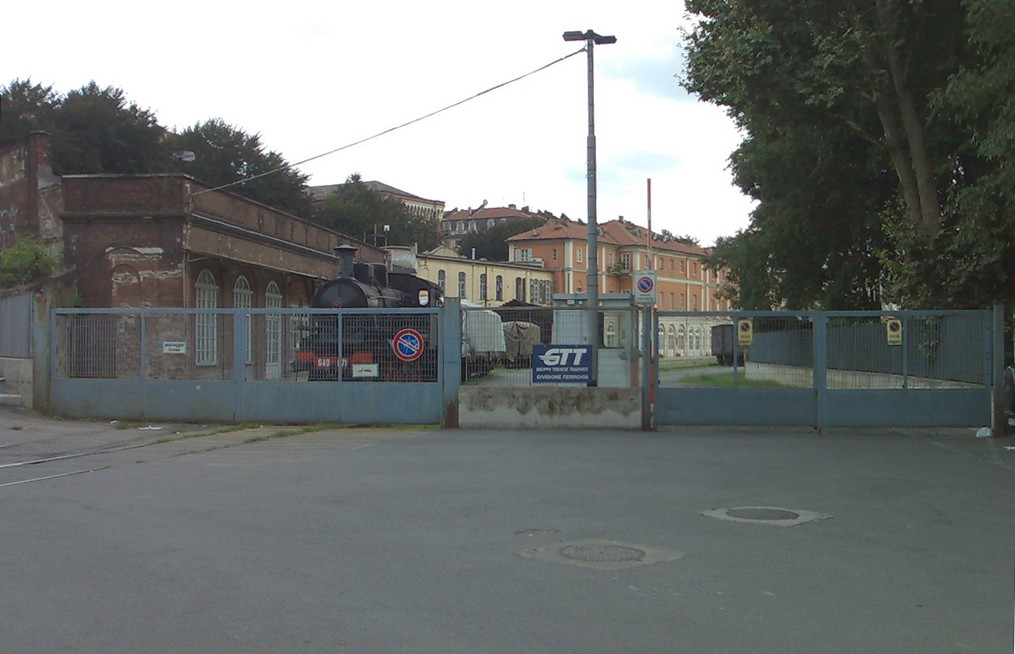
Ingresso dei binari (2009)

Lo stile della stazione rivela la volontà, tipica dell'epoca, di celebrare l'importanza di quella che allora si chiamava Società Anonima della Strada Ferrata del Canavese. Dovendo costituire un polo di richiamo, sono state riprese dalle tipologie urbane pubbliche e religiose, elementi classicheggianti ed eclettici. L'impianto architettonico è simmetrico, con il corpo centrale che si affaccia verso strada ed è adibito ad atrio mentre le sezioni laterali, a due piani, presentano al pian terreno tre aperture ad archi a tutto sesto che creano l'effetto di una loggia porticata.
La facciata, dominata da due colonne che enfatizzano il pronao, è decorata con timpani in stile neoclassico e liberty. Al pari di altre stazioni cittadine e della cintura torinese i colori rosso scuro e beige sono elementi cromatici comuni dello scalo.

## Prospettive future
Dopo la chiusura del 1987 e la successiva alluvione del 2000, si è discusso a lungo circa l'impiego futuro della stazione.
Il concessionario della struttura ferroviaria GTT propende per l'allestimento di un Museo del Trasporto Ferroviario di Torino, ma non esiste alcuna delibera ufficiale in proposito. Un'altra proposta riguarda la riapertura della stazione come capolinea tranviario, in seguito al riutilizzo - anch'esso in fase di proposta - dei binari dismessi a partire da Porta Milano fino alla stazione di Madonna di Campagna sul tratto in parte ancora utilizzato per la ferrovia Torino-Ceres che verrebbe quindi sistemato e adattato al percorso di una linea tranviaria, sul modello della linea 4 tram, che attraversa Torino da nord a sud.
Il 6 novembre 2024 è stato presentato a Palazzo Lascaris il piano di valorizzazione della stazione, che prevede un primo stanziamento di € 1.800.000 per il recupero di spazi da mettere a disposizione della cultura, dell'associazionismo e dei servizi.

## Movimento
La stazione era servita dai convogli della linea Torino-Ceres e da treni merci verso le valli di Lanzo.

## Servizi
La stazione disponeva di:
- Servizi igienici

## Interscambio
Affacciandosi su Corso Giulio Cesare, importante asse viario torinese, l'ex stazione è servita da una linea tram (4) e bus (11, 19, 50, 51).
- Fermata tram (linea 4)
- Fermata bus GTT